# Lico di Reggio
Lico di Reggio (Reggio, IV secolo a.C. – III secolo a.C.) è stato uno storico greco antico.

## Biografia
Nemico di Demetrio Falereo, fu una delle fonti più importanti di Timeo e di Licofrone; quest'ultimo, adottato da Lico, da lui attinse per la sua Alessandra.

## Opere
Della sua opera letteraria ci sono pervenuti solo alcuni frammenti.  La Suda gli attribuisce due opere distinte: di  περὶ Σικελίας ("sulla Sicilia"), Ἱστορία Λιβύης ("Sulla Libia"); mentre, più genericamente, Agatarchide di Cnido, in relazione alle quattro parti dell'ecumene, ricorda in sequenza Lico e Timeo come autori di τὰ πρὸς ἑσπέραν, cioè di "Storie sull'Occidente".